# Dmytro Hratjov
Dmytro Olehovytj Hratjov (ukrainska: Дмитро Олегович Грачов), född 15 december 1983 i Lvov, Ukrainska SSR, Sovjetunionen, är en ukrainsk idrottare som tog brons i bågskytte vid olympiska sommarspelen 2004. 

## Meriter

### Olympiska meriter

#### Olympiska sommarspelen 2012
- Huvudartikel: Bågskytte vid olympiska sommarspelen 2012

| Bågskytt                                     | Gren                   | Ranking-runda | Ranking-runda | 32-delsfinal               | Sextondelsfinal           | Åttondelsfinal    | Kvartsfinal                  | Semifinal              | Final             | Final            |                  |
| Bågskytt                                     | Gren                   | Poäng         | Seedning      | Motståndare Poäng          | Motståndare Poäng         | Motståndare Poäng | Motståndare Poäng            | Motståndare Poäng      | Motståndare Poäng | Placering        |                  |
| -------------------------------------------- | ---------------------- | ------------- | ------------- | -------------------------- | ------------------------- | ----------------- | ---------------------------- | ---------------------- | ----------------- | ---------------- | ---------------- |
| Dmytro Hratjov                               | Herrarnas individuella | 665           | 28            | Frangilli (ITA) (37) W 7–2 | Furukawa (JPN) (68) L 4–6 | Gick inte vidare  | Gick inte vidare             | Gick inte vidare       | Gick inte vidare  | Gick inte vidare |                  |
| Dmytro Hratjov Markijan Ivasjko Viktor Ruban | Herrarnas individuella | Herrarnas lag | 1992          | 9                          | i.u.                      | i.u.              | Storbritannien (8) W 223–212 | Sydkorea (1) L 227–220 | Gick inte vidare  | Gick inte vidare | Gick inte vidare |